# خلوات
الخلوات هي إحدى القرى اللبنانية من قرى قضاء حاصبيا في محافظة النبطية. تبعد الخلوات 124 كلم عن بيروت عاصمة لبنان. ترتفع 950 مترًا عن سطح البحر وتمتد على مساحة 1702 هكتارًا، يبلغ عدد سكانها حوالي 2500 نسمة، وفيها ما يقارب 300 منزل تشتهر بزراعة التين والزيتون والصبار والزيتون والكرمة.